# Johan Fransson (artist)
Johan Fransson, född 1975, är sångare och låtskrivare. Han var från början sångaren i dansbandet Date innan han hoppade av och ersattes av Fame Factory-artisten Patrik Rasmussen.
I Date medverkade han 2001 och 2002 med låtarna Om du förlåter mig respektive Det innersta rummet, där de hamnade på sjätte plats på den förstnämnda.

## Låtar
Som låtskrivare har det dock gått bättre för honom och i Melodifestivalen 2005 vann låten Las Vegas som han har skrivit tillsammans med Tobias Lundgren, Tim Larsson och Niklas Edberger. Denna kvartett har tillsammans skrivit ett flertal bidrag som har tävlat i Melodifestivalen under de senaste åren.
| År   | Låttitel                | Artist            | Finalsplacering    |
| ---- | ----------------------- | ----------------- | ------------------ |
| 2003 | Just like a boomerang   | Andrés Esteche    | oplacerad          |
| 2004 | Olé, olé                | Andrés Esteche    | 9:a                |
| 2004 | Runaway                 | Pandora           | oplacerad          |
| 2004 | Innan mörkret faller    | Emil Sigfridsson  | oplacerad          |
| 2005 | Las Vegas               | Martin Stenmarck  | 1:a                |
| 2005 | Alcastar                | Alcazar           | 3:a                |
| 2005 | Vi kan gunga            | Jimmy Jansson     | 6:a                |
| 2005 | Alla flickor            | Linda Bengtzing   | delad 9:e plats    |
| 2005 | Om natten               | Jessica Folcker   | oplacerad          |
| 2006 | Kalla nätter            | Jessica Andersson | 5:a (deltävling 3) |
| 2006 | Jag tar det jag vill ha | Sandra Dahlberg   | 5:a (deltävling 4) |
| 2008 | Hur svårt kan det va?   | Linda Bengtzing   | 5:a                |
| 2011 | Elektrisk               | Anniela           | oplacerad          |
| 2013 | Heartbreak Hotel        | Yohio             | 2:a                |